# Serpentina (carnaval)

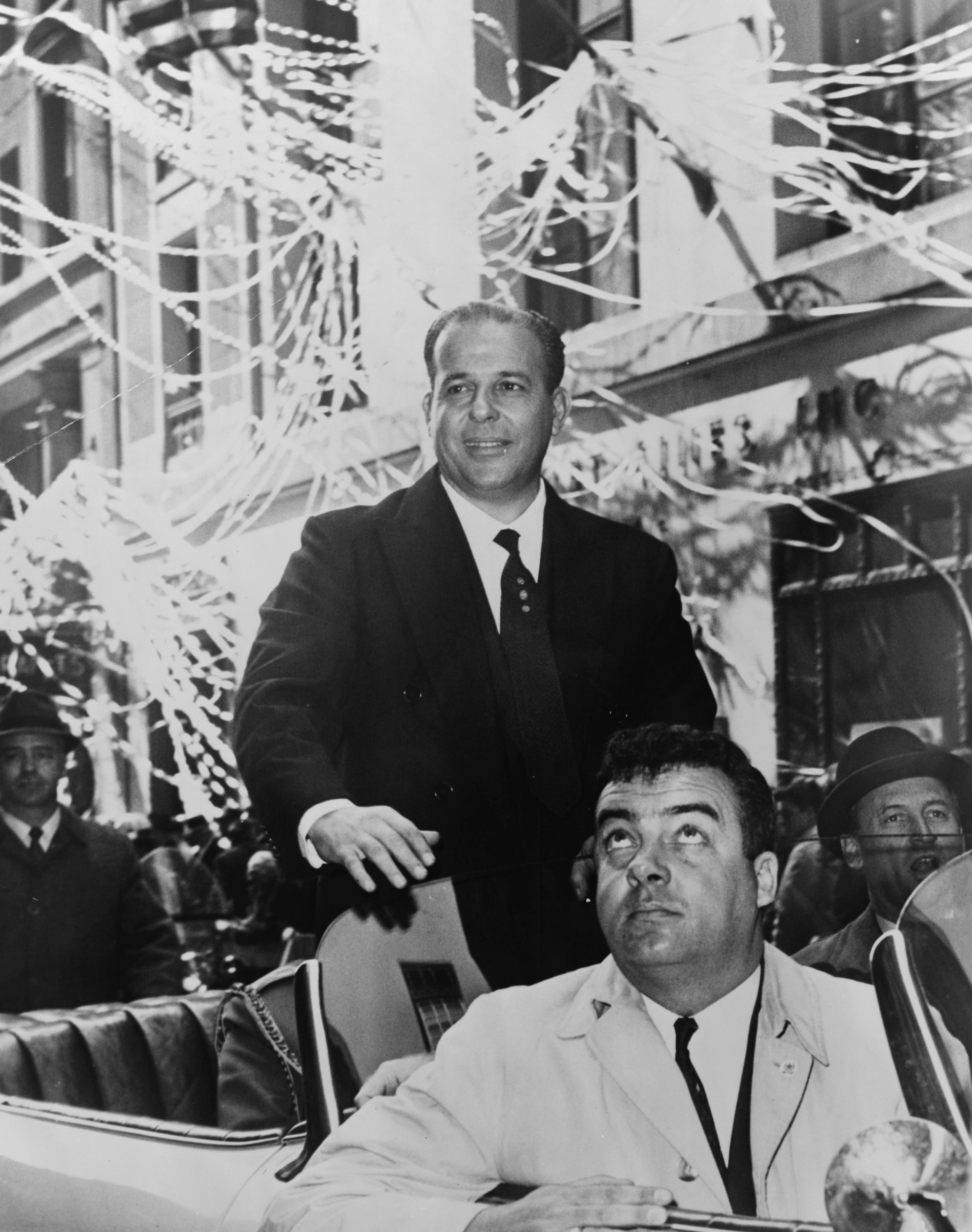
O presidente João Goulart em Nova Iorque acolhido por milhares de serpentinas, no Ticker-tape parade em sua homenagem 5 de abril 1962.

Não se sabe ao certo a origem da serpentina. As primeiras notícias sobre o uso dessa artefato carnavalesco vêm de Paris e informam que ela começou a ser usada em 1893, um ano depois do confete.
A bobina é agora um pequeno rolo de papel fino, geralmente coloridos, utilizados durante as festas, especialmente o carnaval [1]. 
Ela cai de repente ao ser jogada e forma um par com os confetes festivos. 
Foi inventada em 1892 (1893) por um empregado do telégrafo, cujo nome é desconhecido e que trabalhou na agência dos Correios em Paris 47. Para fazê-la ele usou durante o Carnaval de Paris tiras de papel código (sinais, ao pé da letra) Morse. Foi, certamente, com bobinas inutilizáveis que iriam para o lixo. 
A popularidade da serpentina foi extraordinária em Paris. 
No início, sua fabricação para o Carnaval foi realizada utilizando uma máquina especial que, reaproveitando cartazes velhos que eram distribuídos, transformava-os em tiras de papel de uma polegada de largura por 5-20 metros de comprimento. 
No Carnaval, os parisienses jogavam serpentinas pela janela do topo dos edifícios e das árvores. Como testemunha desta prática, um jornalista parisiense escreveu sobre o carnaval em Paris de 1902: 
"Se estamos a pensar como um atacadista, mais de duzentos mil rolos já foram vendidos em um único dia: domingo. 
Duzentos mil rolos de cinquenta metros de largura, em média, tem sido dez mil milhas de comprimento, como ir de Paris à Madagáscar. As árvores nas avenidas, além disso, ficaram sob o efeito pitoresco de todas essas fitas coloridas enroladas nos ramos, flutuando na brisa." 
Na década de 1890, as autoridades parisienses proibiram o uso de rolos de serpentina durante o Carnaval. O pretexto dado foi que a sua remoção, realizada com ganchos de ferro, era onerosa demais e podia danificar os botões e matar as árvores. De 1919 a 1921, 1923 a 1932 e, novamente, várias vezes depois, o uso da serpentina, como também o do confete, foi proibido em Paris. 
A serpentina de corrente, que está à venda, é muito mais fina e menor do que as originais. 
Em homenagem ao inventor da serpentina foram organizadas em 2000 exposições sobre o Carnaval de Paris Companhia Carnaval Parisienne "O fumo do Pantruche", 